# Polistrato
Polistrato (in greco antico: Πολύστρατος?, Polýstratos; ... – 219/218 a.C.) è stato un filosofo greco antico, epicureo, scolarca del "Giardino", la scuola fondata dallo stesso Epicuro.

## Biografia
Probabilmente discepolo diretto di Epicuro, Polistrato succedette a Ermarco nel 250 a.C. circa e, alla sua morte, fu sostituito da Dionisio di Lamptrai alla guida della scuola.
Valerio Massimo riporta che Polistrato ed Ippoclide nacquero nello stesso giorno, seguirono lo stesso maestro, misero in comune il loro patrimonio, sostennero la scuola insieme e morirono nello stesso istante in avanzatissima età.

## Opere
Frammenti di due delle sue opere sopravvivono tra i rotoli trovati nella Villa dei Papiri di Ercolano. 
Il primo è Sul disprezzo irragionevole (Περὶ ἀλόγου καταϕρονήσεως), una polemica rivolta "contro coloro che disprezzano irragionevolmente credenze popolari": si scaglia, in questo caso, contro cinici e scettici. In questo caso, Polistrato combatte lo scetticismo che andava travolgendo anche le opinioni popolari, che pure gli epicurei guardavano con sospetto, ma che il filosofo intende difendere, in quanto tale disprezzo rischiava di far perdere all'uomo comune quella tranquillità d'animo che Epicuro indicava come il fine della vita. L'argomentazione di Polistrato, pur mantenendosi nella canonica strada del maestro, verte più che altro sul problema dell'effettiva realtà dei concetti etici. 
La seconda opera conservata è intitolata Sulla filosofia (Περὶ ϕιλοσοϕίας), di cui è stata recuperata la parte finale del I libro: l'opera era inizialmente vista come un'ulteriore polemica, questa volta contro i Cinici, ma oggi si punta a vederla soprattutto come un protrettico alla filosofia.